# 3-碘类甲腺质
3-类甲腺质，英文：3-Iodothyronamine（T1AM）是一种内源性类甲腺质。T1AM是痕量胺相关受体TAAR1（TAR1, TA1）的高亲和力配体，而TAAR1是一种G蛋白偶联受体。T1AM是迄今为止发现的最有效的内源性TAAR1激动剂。T1AM对TAAR1的激活导致产生大量cAMP。这种影响伴随体温和心输出量的下降。这种关系不是典型的内分泌系统关系，表明TAAR1活性可能不会与某些组织中的G蛋白发生偶联，或T1AM可能与其他受体亚型相互作用。
由于3-类甲腺质可诱导负性肌力作用并降低心输出量，T1AM可能是调节心脏信号通路功能的一部分。 